# Grande épouse royale
Contrairement aux Égyptiens du peuple, le Pharaon peut avoir plusieurs épouses. À partir de la XIIe dynastie, l'une d'entre elles est dotée du titre particulier de grande épouse royale (hemet nesout ouret). C'est elle qui doit mettre au monde les héritiers du trône. En effet, la théogamie, mythe selon lequel, lors de la conception royale, Amon s'unit à la reine afin de transmettre le sang divin, permet d'accréditer l'hérédité du futur pharaon. Ainsi, la grande épouse véhicule la divine substance à l'enfant royal.
Bien que la théogamie soit un des fondements de la légitimité dynastique, il semble qu'il ne s'agisse que d'une doctrine. Pourtant, certains chercheurs expliquent l'inceste royal, c'est-à-dire le mariage consanguin entre frère et sœur ou père et fille, comme l'application idéale de ce principe. L'inceste royal peut aussi être expliqué par la mythologie, où les dieux se marient entre frères et sœurs : Shou et Tefnout, Geb et Nout, Osiris et Isis, Seth et Nephtys.
Il est vrai par exemple que, sous la XVIIIe dynastie, une pratique régulière a été que la grande épouse soit la sœur de Pharaon. C'est le cas d'Ahmôsis Ier, qui, en épousant sa sœur Ahmès-Néfertary, impose le principe de l'inceste au sein de la dynastie. Mais auparavant, Djédefrê, roi de la IVe dynastie, avait déjà épousé sa demi-sœur Hétep-Hérès.
De même, le mariage entre père et fille est effectif : Akhenaton, Ramsès II et Ramsès III ont eu pour épouse(s) une ou plusieurs de leurs filles. Ces unions entre père et fille sont généralement considérées comme symboliques.
Mais cette règle bénéficie de nombreuses exceptions connues, tendant à prouver que la grande épouse, censée transmettre le sang divin, n'est pas forcément la fille de Pharaon. En outre, des mariages diplomatiques ou politiques sont attestés avec des princesses d'origine étrangère, comme celui de Ramsès II avec Maâthornéferourê, princesse hittite, et plus tard avec sa jeune sœur.

## Rôle de la grande épouse royale
Quelle que soit son origine, la grande épouse joue un rôle de premier plan dans la monarchie. Elle est souvent conseillère du roi. Les reines sont par ailleurs les seules à partager certains ornements de Pharaon (uræus) et des divinités (plumes, vautour, cornes hathoriques). Elles disposent de leur propre résidence et participent à la gestion des grands harems de Pharaon. En outre, leur rôle est primordial dans l'éducation des héritiers du trône. Enfin, certaines ont pu devenir pharaon elles-mêmes, comme ce fut le cas pour Hatchepsout.

## Principales grandes épouses royale
| Dynastie | Grande épouse royale | Conjoint                                                  | Tombe | Commentaire                                                          |
| -------- | -------------------- | --------------------------------------------------------- | ----- | -------------------------------------------------------------------- |
| XIIe     | Méretséger           | Sésostris III                                             |       | Première grande épouse royale portant ce titre                       |
| XIIIe    | Noubhetepti          | Aoutibrê Hor                                              |       |                                                                      |
| XIIIe    | Noubkhaes            | Merhoteprê SobekhotepKhâhoteprê SobekhotepOuahibrê Ibiâou |       |                                                                      |
| XIIIe    | Ini                  | Merneferrê Aÿ                                             |       |                                                                      |
| XVIe     | Mentouhotep          | Djéhouty                                                  |       |                                                                      |
| XVIe     | Satmout              | Soudjârê Montouhotep                                      |       |                                                                      |
| XVIIe    | Noubemhat            | Sobekemsaf Ier                                            |       |                                                                      |
| XVIIe    | Sobekemsaf           | Noubkheperrê Antef                                        | Edfou | Sœur d'un roi inconnu                                                |
| XVIIe    | Noubkhâes II         | Sobekemsaf II                                             |       |                                                                      |
| XVIIe    | Tétishéri            | Senakhtenrê Iâhmes dit « l'Ancien »                       |       | Mère de Seqenenrê Tâa                                                |
| XVIIe    | Iâhhotep Ire         | Seqenenrê Tâa                                             |       | Mère d'Ahmôsis Ier et d'Ahmès-Néfertary                              |
| XVIIIe   | Ahmès-Néfertary      | Ahmôsis Ier                                               |       | Mère d'Amenhotep Ier et Ahmosé-Méritamon                             |
| XVIIIe   | Ahmès-Satkamosé      | Ahmôsis Ier                                               |       |                                                                      |
| XVIIIe   | Ahmès-Hénouttamehou  | Ahmôsis Ier                                               |       | Fille de Seqenenrê Tâa et Ahmès-Inhapy                               |
| XVIIIe   | Ahmosé-Méritamon     | Amenhotep Ier                                             |       |                                                                      |
| XVIIIe   | Ahmès                | Thoutmôsis Ier                                            |       | Mère d'Hatchepsout                                                   |
| XVIIIe   | Hatchepsout          | Thoutmôsis II                                             |       |                                                                      |
| XVIIIe   | Iset                 | Thoutmôsis II                                             |       |                                                                      |
| XVIIIe   | Satiâh               | Thoutmôsis III                                            |       |                                                                      |
| XVIIIe   | Mérytrê-Hatchepsout  | Thoutmôsis III                                            |       | Mère d'Amenhotep II                                                  |
| XVIIIe   | Néferourê            | Thoutmôsis III                                            |       |                                                                      |
| XVIIIe   | Tiâa                 | Amenhotep II                                              |       | Reçois le titre par son fils Thoutmôsis IV après la mort de son mari |
| XVIIIe   | Néfertari            | Thoutmôsis IV                                             |       |                                                                      |
| XVIIIe   | Iaret                | Thoutmôsis IV                                             |       |                                                                      |
| XVIIIe   | Moutemouia           | Thoutmôsis IV                                             |       | Reçois le titre par son fils Amenhotep III                           |
| XVIIIe   | Tenettepihou ?       | Thoutmôsis IV                                             |       |                                                                      |
| XVIIIe   | Tiyi                 | Amenhotep III                                             |       | Mère d'Akhenaton                                                     |
| XVIIIe   | Satamon              | Amenhotep III                                             |       | Fille ainée d'Amenhotep III et Tiyi                                  |
| XVIIIe   | Iset                 | Amenhotep III                                             |       | Fille d'Amenhotep III et Tiyi                                        |
| XVIIIe   | Néfertiti            | Akhenaton                                                 |       | Possible fille d'Aÿ ; mère de Mérytaton et Ânkhésenamon,             |
| XVIIIe   | Mérytaton            | Smenkhkarê                                                |       | Fille d'Akhenaton et Néfertiti                                       |
| XVIIIe   | Ânkhésenamon         | Toutânkhamon                                              |       | Fille d'Akhenaton et Néfertiti                                       |
| XVIIIe   | Tiyi                 | Aÿ                                                        |       |                                                                      |
| XVIIIe   | Moutnedjemet         | Horemheb                                                  |       | Fille de Aÿ et Tiyi                                                  |
| XIXe     | Satrê                | Ramsès Ier                                                |       | Mère de Séthi Ier                                                    |
| XIXe     | Mouttouya            | Séthi Ier                                                 |       | Mère de Ramsès II                                                    |
| XIXe     | Néfertari            | Ramsès II                                                 |       |                                                                      |
| XIXe     | Isis-Néféret         | Ramsès II                                                 |       | Mère de Mérenptah                                                    |
| XIXe     | Bentanat             | Ramsès II                                                 |       | Fille ainée de Ramsès II et Isis-Néféret                             |
| XIXe     | Mérytamon            | Ramsès II                                                 |       | Fille de Ramsès II et Néfertari                                      |
| XIXe     | Nebettaouy           | Ramsès II                                                 |       | Fille de Ramsès II et Néfertari                                      |
| XIXe     | Hénoutmirê           | Ramsès II                                                 |       | Fille de Ramsès II et Mérytamon                                      |
| XIXe     | Maâthornéferourê     | Ramsès II                                                 |       | Princesse Hittite, fille d'Hattusili III                             |
| XIXe     | Iset-Nofret II       | Mérenptah                                                 |       | Sœur ou nièce de son conjoint                                        |
| XIXe     | Taousert             | Séthi II                                                  |       | Dernière pharaonne de la dynastie                                    |
| XXe      | Tiyi-Meryaset        | Sethnakht                                                 |       | Mère de Ramsès III                                                   |
| XXe      | Iset Tahemdjeret     | Ramsès III                                                |       | Mère de Ramsès IV et Ramsès VI                                       |
| XXe      | Henoutouati          | Ramsès V                                                  |       | Reine mentionnée sur le Papyrus Wilbour                              |
| XXe      | Noubkheseb           | Ramsès VI                                                 |       |                                                                      |
| XXe      | Baketourel Ire       | Ramsès IX                                                 |       |                                                                      |
| XXe      | Tyti                 | Ramsès X                                                  | QV52  |                                                                      |
| XXe      | Anouketemheb         | inconnu                                                   |       | Son père et son mari n'ont pas pu être identifiés                    |
| XXIe     | Moutnedjemet         | Psousennès Ier                                            |       |                                                                      |
| XXIIIe   | Karoma III Méritmout | Takélot II                                                |       | Mère d'Osorkon III                                                   |
| XXVe     | Peksater             | Piânkhy                                                   |       |                                                                      |
| XXVe     | Khensa               | Piânkhy                                                   |       | Mère de Chabaka                                                      |
| XXVe     | Takahatenamon        | Taharqa                                                   |       |                                                                      |
| XXVe     | Isetemkheb           | Tanoutamon                                                |       |                                                                      |
| XXVIe    | Méhetenoueskhet      | Psammétique Ier                                           |       | Mère de Nékao II                                                     |
| XXVIe    | Takhout              | Psammétique II                                            |       |                                                                      |